# ملک‌آباد (باشت)
ملک‌آباد روستایی در دهستان سرابیز بخش مرکزی شهرستان باشت استان کهگیلویه وبویراحمد ایران است.

## جمعیت
بر پایه سرشماری عمومی نفوس و مسکن در سال ۱۳۹۵ جمعیت این مکان این روستا بدون جمعیت بوده‌است.